# Jerónimo de Sora y Azpeitia

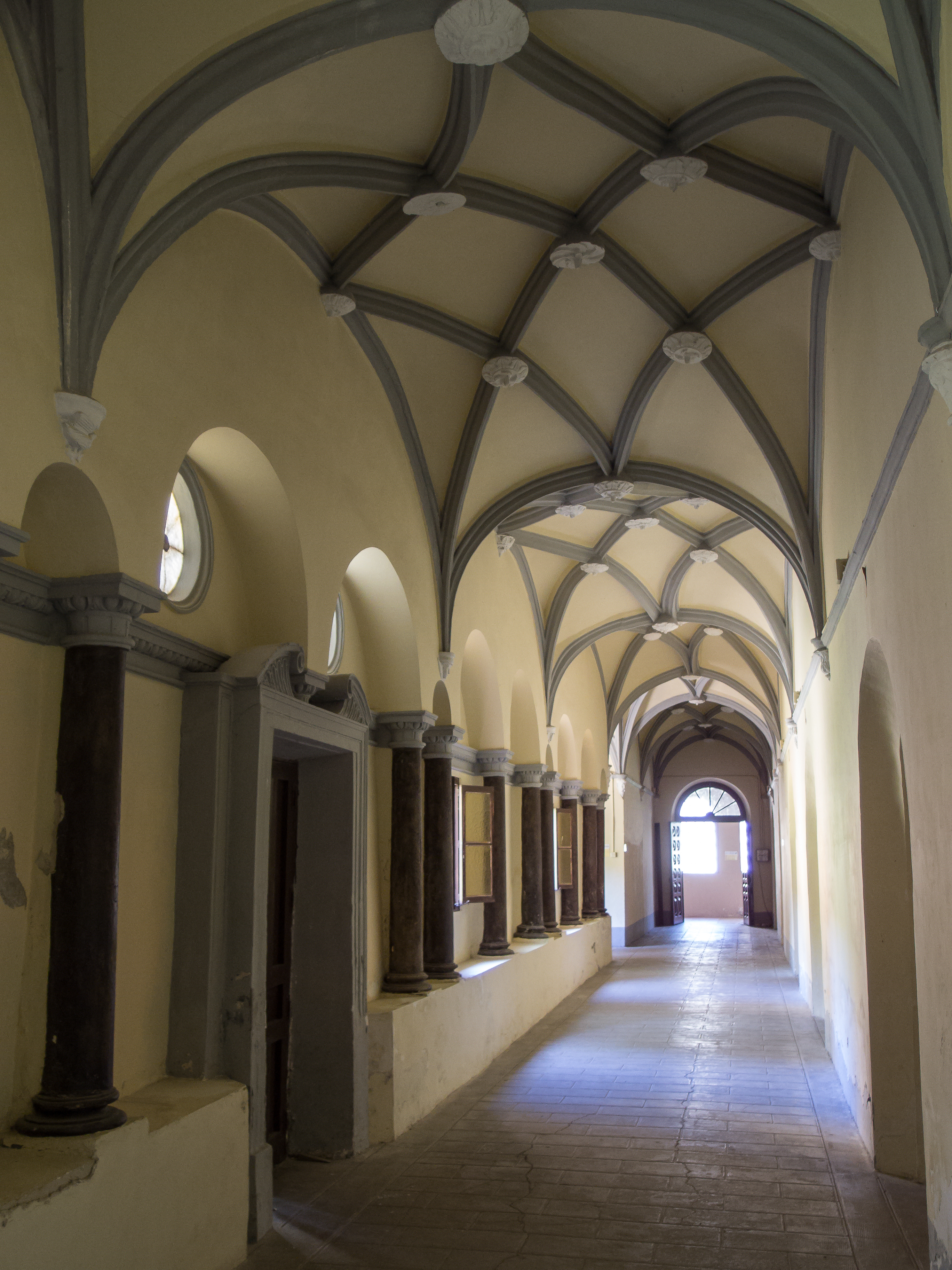
Claustro de la Cartuja del Aula Dei, donde fue enterrado Jerónimo.

Jerónimo Sora y Azpeitia (1549-mayo de 1627) fue un eclesiástico español.

## Biografía
Fue hijo de Juan Sora y su mujer Esperanza Azpeitia. Su padre fue un jurista aragonés que llegó a ser regente en el Consejo de Aragón. Tuvo al menos otro hermano: Luis de Sora y Azpeitia.
Era primo hermano de Gabriel de Sora y Aguerri que llegaría a ser obispo de Albarracín en 1618.
Se decidió por la carrera eclesiástica estudiando derecho canónico y artes en la Universidad de Alcalá.
El 12 de octubre de 1569 fue nombrado arcipreste de Zaragoza, dignidad del Cabildo de la Catedral del Salvador en esa ciudad. Rehusó hasta en tres ocasiones distintas mitras episcopales ofrecidas por Felipe II.
Fue el principal impulsor de la fundación del convento de carmelitas descalzas, de la reforma de Santa Teresa, en Zaragoza en 1604. El convento fue fundado con monjas provenientes del convento de San José en Segovia, encabezadas por Isabel de Santo Domingo quien era discípula de Santa Teresa.
Murió en 1627. Fue enterrado en la capilla de Nuestra Señora del claustro de la Cartuja del Aula Dei, bajo un rico epitafio en latín.

## Iconografía
De él se conservó durante un tiempo un retrato frente a su sepulcro en la cartuja del Aula Dei.

## Obras
Fue autor de diversas obras de historia e historia eclesiástica:
- Observancias históricas y un catálogo de los Obispos y Arzobispos de Zaragoza, cuyo escrito tuvo el Cronista Dormer, como lo refiere en la disertación del Mártir de Santo Dominguito de Val, página 27, núm. 13, márg. 11, y en sus Anales, pág. 700, col. 2.
- Inventario ó índice antiguo de la Baylía general del reino de Aragón y de otros papeles pertenecientes al Maestro Racional de dicho reino, hecho en el año de 1584.